# Gebzespor
Gebzespor is een voetbalclub opgericht in 1955 te Gebze, een district van de provincie Izmit, Turkije. De clubkleuren zijn violet en wit. De thuisbasis van de voetbalclub is het Gebze Alaettin Kurtstadion.
Gebzespor is de oudste club uit de provincie Izmit. In 2005 (50-jarig bestaan van Gebzespor) promoveerde de club van de Türkiye Futbol Federasyonu 3. Lig naar Lig B. In 2006 deed Gebzespor voor het eerst in de clubgeschiedenis mee aan de Turkse Beker. Daarin versloegen ze in de eerste ronde Etimesgut Şekerspor, en verloren ze in de tweede ronde van Konyaspor.